# Rudolf Weser
Rudolf Norbert Weser (* 3. März 1869 in Pflaumloch; † 7. August 1942 in Straßdorf bei Schwäbisch Gmünd) war ein deutscher Heimatforscher und römisch-katholischer Priester.

## Leben
Weser besuchte das Gymnasium und Konvikt Rottweil und das Wilhelmsstift in Tübingen. 1892 zum Priester geweiht, wirkte er zunächst in Ludwigsburg, Feuerbach/Zuffenhausen und 1896 als Stadtpfarrverweser in Weilderstadt. 1897 wurde er Kaplan in Schwäbisch Gmünd, wo er bis 1912 blieb. Anschließend war er Stadtpfarrer in Söflingen. Aus gesundheitlichen Gründen musste er sich 1932 in Straßdorf bei Schwäbisch Gmünd zur Ruhe setzen, wo er auch an einer Gallenblasenentzündung verstarb und begraben wurde. 1939 wurde er mit der Verdienstmedaille der Stadt Schwäbisch Gmünd in Silber ausgezeichnet. Darüber hinaus ist in Straßdorf eine Straße nach ihm benannt.
Für den Schwäbisch Gmünder Stadtarchivar Albert Deibele war er 1971 der „weitaus bedeutendste Gmünder Heimatforscher“. In zahlreichen Aufsätzen, die durch ihre Quellennähe und ihren kritischen Sinn bestechen, behandelte Weser die Geschichte der Reichsstadt Schwäbisch Gmünd. Noch umfangreicher ist sein handschriftlicher Nachlass, der 1942 für das Stadtarchiv Schwäbisch Gmünd angekauft wurde. Neben der Heimatgeschichte des Gmünder und Ulmer Raums war ihm die Erforschung der regionalen christlichen Kunst ein Anliegen. Daher war er 1916–1926 auch als Redakteur des Archiv für christliche Kunst tätig.

## Schriften (Auswahl)
- Zum Medizinalwesen der Reichsstadt Gmünd vom 14. bis 19. Jahrhundert. In: Diözesan-Archiv von Schwaben. Bd. 23 (1905), S. 90–92 (Digitalisat).
- Festschrift zur Feier des Goldenen Jubiläums des Katholischen Gesellenvereins Schwäb. Gmünd. 1857–1907. Rems-Zeitung, Schwäbisch Gmünd 1907.
- Joseph Wannenmacher, Maler (1722–1780). In: Archiv für christliche Kunst. Bd. 25 (1907), S. 69–71 (Digitalisat), S. 77–80, S. 93–95, 102–107, 114–118, 121–124.
- Ein weiteres Bild einer geistlichen Apotheke. In: Archiv für christliche Kunst. Bd. 27 (1909), S. 9f. (Digitalisat).
- Joseph Wannenmacher, Maler, Nachträge und Beurteilung. In: Archiv für christliche Kunst. Bd. 27 (1909), S. 64f. (Digitalisat), S. 73–75, S. 86–88, 96–98.
- Der Kirchenschatz von Gmünd. Rems-Zeitung, Schwäbisch Gmünd 1909.
- Die St. Sebastianus-Bruderschaft zu Gmünd,. In: Schwäbisches Archiv. Bd. 27 (1909), S. 65–77 (Digitalisat).
- Ein Schützenfest zu Gmünd im Jahre 1480. In: Schwäbisches Archiv. Bd. 27 (1909), S. 113–117 (Digitalisat).
- Geschichte der Marianischen Kongregation unter dem Titel "Mariä Himmelfahrt" zu S. Johann in Schwäb. Gmünd. Rems-Zeitung, Schwäbisch Gmünd 1910.
- Die Confraternitas minor in Gmünd,. In: Schwäbisches Archiv. Bd. 28 (1910), S. 161–166 (Digitalisat), S. 182–190.
- Zur Erklärung mittelalterlicher Kunstwerke (Gmünder Kunst). In: Archiv für christliche Kunst. Bd. 30 (1912), S. 6–11 (Digitalisat).
- Gmünder Kapellen. In: Schwäbisches Heimatbuch (1913), S. 66–71.
- Das Pektorale von Söflingen. In: Archiv für christliche Kunst. Bd. 32 (1914), S. 65–67 (Digitalisat).
- Bodenfliesenfund in Söflingen. In: Archiv für christliche Kunst. Bd. 33 (1915), S. 90–99 (Digitalisat).
- Der Salvator bei Gmünd und sein Erbauer, zur dritten Säkularfeier 1617–1917. In: Archiv für christliche Kunst. Bd. 34 (1916), S. 39–50 (Digitalisat), S. 62–79.
- Die Freskomaler Anton und Joh. Baptist Enderle von Söflingen. In: Archiv für christliche Kunst. Bd. 35 (1917), S. 12–22 (Digitalisat), S. 29–51, S. 57–75, S. 85–106: Bd. 36 (1918), S. 1–17
- Dekan Joseph Reiter †. In: Archiv für christliche Kunst. Bd. 35 (1917), S. 81–83 (Digitalisat).
- Johann Baptist Enderle und seine Malereien im Oberndorfer Augustinerkloster. Singer, Oberndorf 1918 (Beiträge zur Geschichte der Stadt Oberndorf a.N. und ihrer Umgebung; 2).
- Krieg und bildende Kunst. In: Archiv für christliche Kunst. Bd. 36 (1918), S. 48–51 (Digitalisat).
- Artur Schöninger †. In: Archiv für christliche Kunst. Bd. 36 (1918), S. 57–60 (Digitalisat).
- Neubauten und Restaurationen von Kirchen unter Vorstand Schöninger. In: Archiv für christliche Kunst. Bd. 36 (1918), S. 60–65 (Digitalisat).
- Der Kirchenschatz von Ulm bei Beginn der Reformation. In: Archiv für christliche Kunst. Bd. 36 (1918), S. 70–82 (Digitalisat), S. 86–101.
- Der Lukas-Bruderschaftsaltar zu den Wengen-Ulm. In: Archiv für christliche Kunst. Bd. 37 (1919), S. 11–16 (Digitalisat).
- Deutsche Bildwerke des 10.–18. Jahrhunderts. In: Archiv für christliche Kunst. Bd. 37 (1919), S. 29–35 (Digitalisat).
- Die Legende vom hl. Riesen Christopherus. In: Archiv für christliche Kunst. Bd. 37 (1919), S. 57–62 (Digitalisat).
- Restaurierte Kirchen. In: Archiv für christliche Kunst. Bd. 38/39 (1920/21), S. 2–10 (Digitalisat).
- Die Heiligblut-Reliquiare in Weingarten und Weißenau. In: Archiv für christliche Kunst. Bd. 38/39 (1920/21), S. 17–23 (Digitalisat).
- Das Kirchlein zu Lehr, OA. Ulm. In: Archiv für christliche Kunst. Bd. 40 (1925), S. 11–15 (Digitalisat).
- Wengenkirche und Wengenkloster in Ulm. In: Archiv für christliche Kunst. Bd. 40 (1925), S. 15–22 (Digitalisat).
- Der Ulmer Totentanz im Wengenkloster. In: Archiv für christliche Kunst. Bd. 40 (1925), S. 22–24 (Digitalisat).
- Der Bibliotheksaal von Wiblingen. In: Archiv für christliche Kunst. Bd. 40 (1925), S. 35–46 (Digitalisat).